# Ginástica rítmica nos Jogos Pan-Americanos de 2011 - Arco
A competição do arco foi um dos eventos da ginástica rítmica nos Jogos Pan-Americanos de 2011. Foi disputada no Complexo Nissan de Ginástica no dia 17 de outubro.

## Calendário
Horário local (UTC-6).
| Data          | Horário | Fase  |
| ------------- | ------- | ----- |
| 17 de outubro | 16:00   | Final |

## Medalhistas
| Ouro   | MEX Cynthia Valdez       |
| Prata  | USA Julie Zetlin         |
| Bronze | BRA Angélica Kvieczynski |

## Resultados
| Pos.              | Ginasta              | País               |        |
| ----------------- | -------------------- | ------------------ | ------ |
| Medalha de ouro   | Cynthia Valdez       | MEX México         | 25.800 |
| Medalha de prata  | Julie Zetlin         | USA Estados Unidos | 25.500 |
| Medalha de bronze | Angélica Kvieczynski | BRA Brasil         | 25.000 |
| 4                 | Mariam Chamilova     | CAN Canadá         | 24.100 |
| 5                 | Ana Carrasco Pini    | ARG Argentina      | 24.075 |
| 6                 | Darya Shara          | ARG Argentina      | 23.900 |
| 7                 | Natália Gaudio       | BRA Brasil         | 23.575 |
| 8                 | Andreina Acevedo     | VEN Venezuela      | 22.900 |